# 선 파마
선 파마(Sun Pharma, 정식 명칭: Sun Pharmaceutical Industries Limited)는 뭄바이에 본사를 둔 인도의 다국적 제약회사로 전 세계 100여 개국에서 의약품 제제와 활성 의약품 성분(API)을 제조 및 판매하고 있다. 인도 최대의 제약회사이자 세계에서는 네 번째로 큰 전문 제네릭 제약회사이다. 이 제품은 정신의학, 항감염제, 신경학, 심장학, 당뇨병학, 위장병학, 안과, 신장학, 비뇨기과, 피부과, 산부인과, 호흡기, 종양학, 치과 및 영양학을 포괄하는 광범위한 치료 부문에 적합하다.

## SPARC
2007년에 선 파마는 혁신적인 R&D 부문을 분할하여 SPARC(Sun Pharma Advanced Research Company Ltd.(NSE: SPARC, BSE: 532872)이라는 이름으로 주식 시장에 별도로 상장했다. 2013년에 SPARC는 8억 7,300만 루피의 수익을 공표했다. SPARC는 NCE(신화학물질) 연구와 신약 전달 시스템에 중점을 두고 파이프라인(NDDS)에 대한 연간 업데이트를 제공한다.